# سیلویو گونزالس
سیلویو گونزالس (انگلیسی: Silvio González؛ زادهٔ ۸ ژوئن ۱۹۸۰) بازیکن فوتبال اهل آرژانتین است.
از باشگاه‌هایی که در آن بازی کرده‌است می‌توان به باشگاه فوتبال بانفیلد، باشگاه فوتبال اتلتیکو تیگره، باشگاه فوتبال آرسنال ساراندی، باشگاه فوتبال کوردوبا، باشگاه ورزشی لیماسول، باشگاه فوتبال لانوس، باشگاه فوتبال سانتا فه، باشگاه فوتبال آریس لیماسول، باشگاه ورزشی سن لورنسو آلماگرو، و باشگاه فوتبال نومانسیا اشاره کرد.